# Druid

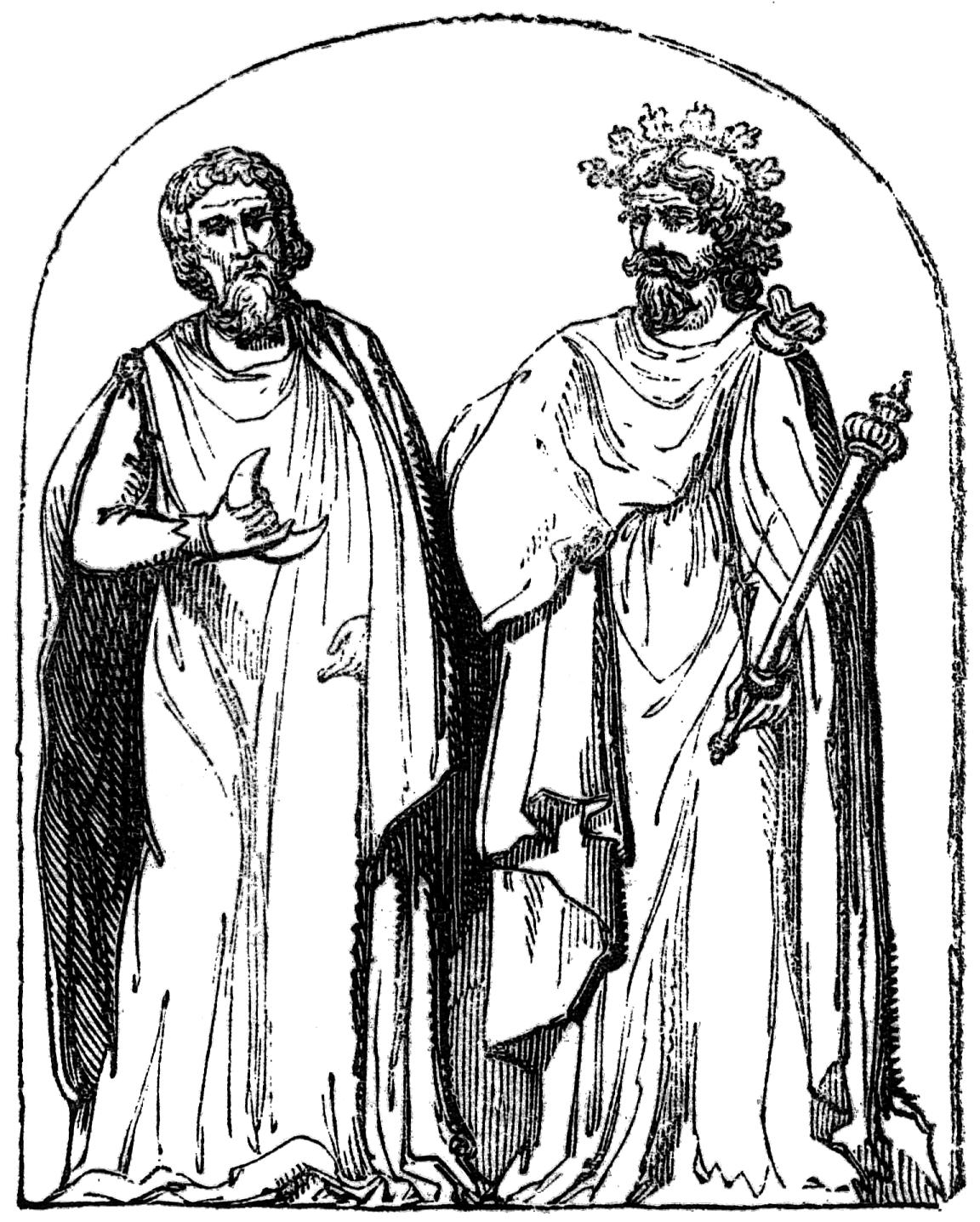
Dwaj druidzi

Druid (łac. druides albo druida, z celtyckiego) – starożytny kapłan celtycki, który przewodził obrzędom i ceremoniom religijnym. Druidzi sprawowali także sądy oraz przepowiadali przyszłość z lotu ptaków lub z wnętrzności zwierząt. Jedna z trzech kast kapłańskich, obok bardów i filidów (vates), u Celtów.

## Etymologia
Słowo 'druid' jest bezpośrednią kalką z pisarzy łacińskich, którzy w taki sposób zapisali pierwotną nazwę celtycką. Etymolodzy wywodzą ją z dwóch źródeł: albo od celtyckiego słowa drúisi (iryjskie drúi, drái, draoi znaczy 'czarownik', lub od indoeuropejskiego słowa oznaczającego 'dąb' (w grece δρῦς, drûs). Inną propozycją jest wywodzenie słowa od indoeuropejskiego vid, uid – 'wiedzieć', 'poznawać', przyrostek dru miałby pełnić tu rolę wzmacniającą, tak że pierwotna nazwa druidów brzmiałaby: druvides (najmędrsi).

## Źródła wiedzy na temat druidów
Pierwszym, który obszernie wspomina o druidach jest Juliusz Cezar. Po nim zaś wielu rzymskich i greckich geografów i historyków (łącznie siedemnastu): Diodor Sycylijski (druidzi są „filozofami i teologami [...] wyćwiczonymi w sprawach boskich”), Ammianus Marcellinus, Diogenes Laertios („druidzi mieli nauczać filozofii w formie zagadek; zalecali oddawanie czci bogom, nieczynienie zła i ćwiczenie się w dzielności”), Strabon.
Znacznie późniejsze są źródła chrześcijańskie spisywane przez irlandzkich i walijskich mnichów, między XII a XVI wiekiem, bazują one jednak na tradycji piśmiennej z VI/VII wieku, a opartej na starszych przekazach. Są  jednak przefiltrowane przez kulturę i perspektywę chrześcijańską.

## Fakty
Druidzi sprawowali ważne funkcje społeczne, byli odpowiedzialni za sprawy wiedzy i nauczania. Młodzież nauczano o nieśmiertelności duszy, reinkarnacji, co przekazywano w formie poetyckiej do nauczenia się na pamięć – studia trwały nawet do 20 lat (jak twierdzi Cezar), gdyż wiedza była przekazywana tylko drogą ustną. Mieli dużą wiedzę o gwiazdach i ich ruchach, o przyrodzie, mocach i nieśmiertelnych bogach. Innym ważnym zadaniem druidów było strzeżenie tradycji i wpajanie cnót moralnych. Byli kapłanami składającymi bogom ofiary oraz zajmowali się leczeniem, ferowaniem wyroków, nauczaniem, a także uprawiali magię i czary. Cieszyli się wielkim szacunkiem pogańskich Celtów.
Ze względu na zdobyte wykształcenie często powierzano druidom sprawowanie czynności politycznych i sądowych. We wczesnośredniowiecznej Irlandii byli wysokimi urzędnikami dworu królewskiego, czasem nawet mieli prawo głosu przed królem.
Dużą moc dawało druidom Prawo Geasa – nakazy i zakazy indywidualne, nakładane na poszczególne osoby, wiążące szczególną mocą magiczną. Złamanie takiego zakazu groziło zemstą sił nadprzyrodzonych. Kapłanów uważano za potężnych czarowników, ich moc wykorzystywano nawet w wojnach. Wierzono, iż mogli rozkazywać żywiołom, zmieniać dzień w noc, lato w zimę, ich moc miała oddziaływać również na wolę bogów, a oni mogli ingerować w boskie sprawy.
Druidzi mieli rozległą wiedzę na temat leczniczych właściwości roślin, które musiały być zbierane w specjalny sposób lub o odpowiedniej porze. Podczas zbierania jemioły odcinano jej pędy złotym sierpem, a ponieważ nie mogła przy tym dotknąć ziemi, łapano ją w płótno rozpostarte przez kapłanów pod drzewem. Zbierano ją tylko w 6 dniu księżycowego miesiąca. Druidzi wierzyli, że jemioła dodana do napoju przywraca zwierzętom płodność i jest remedium na wszelkie zatrucia. Druidzi wierzyli także w moc skamieniałych jeży morskich, o których sądzili, że są zrobione z wężowej śliny, i które nazywali jajami węża (wspominał o tym Pliniusz). Można je było zbierać tylko w określonej fazie księżyca, a miały przynosić szczęście w procesach sądowych.
Najpóźniejsza faza druidyzmu przypada na V wiek w Irlandii. Pod wpływem chrześcijaństwa filidowie wzmocnili w tym okresie swą pozycję społeczną, stanowiąc coraz większą konkurencję dla druidów. Stworzyli własną niezależną i zamkniętą organizację, w której członkostwo było dziedziczne, budując charakterystyczne poczucie zbiorowej solidarności. Wewnętrzna hierarchia przewidywała 7 stopni osiąganych przez naukę i wtajemniczenie. 4 stopnień czynił filidem i dawał prawo do noszenia różdżki (symbol gałęzi drzewa mądrości) i specjalnego płaszcza honorowego – tzw. tugen. Filidowie mieli prawo nietykalności i eksterytorialności poza obrębem własnego plemienia. Górowali nad druidami umiejętnością i jakością nauczania oraz zwartością bractwa. Druidzi za to górowali prestiżem społecznym (prawdziwa kasta kapłańska) i pozycją u boku władcy. Filidzi odnieśli zwycięstwo nad druidami w walce o dominację w 574 r., kiedy zgromadzenie Druimm Ceta powierzyło im organizację i prowadzenie szkół publicznych na terenie każdego królestwa plemiennego i każdej prowincji iryjskiej. Zostali uznani za nauczycieli. Pomagali św. Patrykowi w misji chrystianizacyjnej, w świadomości Irlandczyków to on złamał potęgę druidów w magicznych pojedynkach z nimi oraz rozpalając ogień wielkanocny zamiast ognia druidów.
Istniało zrzeszenie druidów o charakterze religijnym, w którym jeden z kapłanów miał władzę zwierzchnią, zaś po jego śmierci następcą zostawał ten, który był najbardziej godny i dostojny. W razie wątpliwości urządzano głosowanie lub też kandydaci odbywali święty pojedynek na słowa. Późniejsze teksty mówią natomiast o królu druidów – tzw. Righ Druadh, a także o naczelnym mistrzu – Primus Magister (łac.). Wszyscy druidzi zbierali się corocznie na terytorium Karnutów w samym środku Galii.